# Blaca (Serbia)
Blaca (cyr. Блаца) – wieś w Serbii, w okręgu raskim, w gminie Tutin. W 2011 roku liczyła 8 mieszkańców.